# Phylloboea glandulosa
Phylloboea es un género monotípico de plantas herbáceas perteneciente a la familia Gesneriaceae. Su única especie Phylloboea glandulosa B.L.Burtt, es originaria de Birmania.

## Descripción
Son  plantas herbáceas de hábitos terrestres con la base del tallo leñosa. Las hojas son opuestas y grandes ; con peciolo largo , con alas, la lámina ovada. Las inflorescencias en cimas axilares , pedunculadas , con bracteolas conspicuas , redondeadas , persistentes. Sépalos connados , las superiores hasta la mitad, los más bajos sólo la base, formando así un cáliz claramente bilabiado. Corola blanca , de color de rosa en la boca; en gran parte acampanada . El fruto es una cápsula estrecha, más larga que el cáliz , dehiscente.

## Distribución y hábitat
Se distribuyen por Birmania en Moulmein.

## Taxonomía
Phylloboea glandulosa fue descrita por  Charles Baron Clarke y publicado en Notes from the Royal Botanic Garden, Edinburgh 23: 90. 1960.
Etimología
El nombre del género deriva de las palabras griegas φυλλον,  phyllon = hoja, y el nombre genérico Boea. La primera parte del nombre probablemente alude a las visibles bracteolas persistentes de las inflorescencias . 
Las características más significativas son: (a ) las bien visibles bracteolas persistentes, ( b ) el cáliz bilabiado, ( c ) la corola campanulada amplia con 2 estambres.
Variedades
- Pheidonocarpa corymbosa subsp. corymbosa
- Pheidonocarpa corymbosa subsp. cubensis

Sinonimia
- !Gesneria corymbosa Sw. basónimo[1]